# Sole 'e luglio/Canzuncella ca vena e va
 Sole 'e luglio/Canzuncella ca vena e va, pubblicato nel 1964, è un singolo del cantante italiano Mario Trevi

## Storia
Il disco contiene due brani inediti di Mario Trevi. Il brano Sole 'e luglio è presentato da Trevi e Arturo Testa al Festival di Napoli 1964. Canzuncella ca vene e va è un brano inedito scritto per Trevi da Eduardo Caliendo e Roberto Murolo. Successivamente verrà incisa anche da Murolo.

## Tracce
Lato A
- Sole 'e luglio  (De Gregorio-Scuotto)

Lato B
- Canzuncella ca vena e va (Caliendo-Murolo)

## Incisioni
Il singolo fu inciso su 45 giri, con marchio Durium- serie Royal (QCA 1326).
Direzione arrangiamenti: M° Eduardo Alfieri.